# Dwór w Grudnej Kępskiej
Dwór w Grudnej Kępskiej – dwór w miejscowości Grudna Kępska, w powiecie Gorlickim, w gminie Biecz. Jedna z najstarszych tego typu budowli na ziemi gorlickiej. 

## Historia
Dwór został wybudowany około 1736 roku (według karty ewidencyjnej drewniany dwór powstał w 1676 roku, a murowany – w 1927 roku). W czasie swojej historii budynek ten pełnił wiele funkcji – mieściły się w nim m.in. mieszkania i sklep. Przez ostatnie kilka dekad, służył Rolniczej Spółdzielni Produkcyjnej. Po jej likwidacji został zakupiony przez gminę Biecz.
Budynek nie jest wpisany do wojewódzkiego rejestru zabytków ani do gminnej ewidencji zabytków.

## Plany gospodarcze
Pojawiły się spekulacje, jaką funkcję będzie pełnił dwór. Wśród propozycji były np. restauracja, miejsce noclegowe lub nawet remiza straży pożarnej. Wpierw musi on jednak zostać wyremontowany. Radni liczą na pozyskanie zewnętrznych funduszy, aby wyremontować budynek.